# Sam Pormes
Samuel Richard (Sam) Pormes (Medemblik, 29 mei 1954) is een Nederlands onafhankelijk politicus. Hij was de eerste Nederlandse senator van Molukse afkomst.

## Jeugd, opleiding en werk
Pormes werd geboren als zoon van een telegrafist. Hij volgde de lagere school te Den Helder en de mavo en havo te Amsterdam, alwaar hij daarna de Pedagogische Academie deed. Verder studeerde hij pedagogiek (niet voltooid) aan de Rijksuniversiteit Groningen, van 1980 tot 1982; Indonesiëkunde (niet voltooid) aan de Rijksuniversiteit Leiden, van 1987 tot 1989; en sociale wetenschappen (niet voltooid) aan de Vrije Universiteit te Amsterdam, van 1990 tot 1992.
Van 1979 tot 1983 was hij onderwijzer te Assen. Hierna was hij werkzaam als leerlingbegeleider, als projectleider drugshulpverlening, en als docent. Van 1989 tot 1991 was hij directeur van het Landelijk Ontwenningscentrum te Leusden, en van 1991 tot 1 januari 2005 directeur van het Centrum voor Internationale Samenwerking Drenthe. Daarna werd hij bij dit centrum consulent. Pormes trad terug als directeur na herhaaldelijk te zijn bekritiseerd wegens onduidelijk financieel beheer.

## Politieke loopbaan
Pormes werd in 1976 lid van de CPN, en was van 1 april 1998 tot 1 oktober 2001 voor de opvolger van die partij, GroenLinks, lid van de gemeenteraad van Assen. Van 1990 tot 1994 was hij lid van het partijbestuur van GroenLinks. Pormes behoorde tot de acht personen die op 18 april 2000 de Stichting Netherlands Institute for Multiparty Democracy (IMD) oprichtten. Op 19 juni 2001 werd hij lid van de GroenLinks-fractie in de Eerste Kamer, met Buitenlandse Zaken, Ontwikkelingssamenwerking, Defensie en Landbouw, Natuur en Voedselkwaliteit in zijn portefeuille. Hij volgde senator Tom Pitstra op, die in de Tweede Kamer in de plaats kwam van Tara Singh Varma. Bij zijn installatie als senator had Pormes een traditionele Molukse sjerp om. Zijn maidenspeech als Eerste Kamerlid hield Pormes op 5 februari 2002, met als onderwerp de defensiebegroting.
Senator Pormes stemde tegen het wetsvoorstel waarin de regering toestemming gaf voor het huwelijk van Willem-Alexander (de Prins van Oranje) met Máxima Zorreguieta (zie Toestemmingswet). Ook verzocht hij de regering in april 2005 om een onafhankelijk onderzoek naar 35 miljoen euro steun aan de Molukken.
Op 29 november 2005 werd Sam Pormes door het partijbestuur van GroenLinks geroyeerd, nadat hij in opspraak was gekomen door het verzwijgen van bepaalde zaken uit zijn verleden. In april 2006 werd dit royement door de partijraad teruggedraaid; zie verderop in het artikel.
Na zijn vertrek uit de Eerste Kamer werd Pormes voorzitter van GroenLinks-afdeling in Assen en duo-raadslid voor die partij. Daarnaast is hij consulent en bestuurslid van INFID (International NGO Forum on Indonesian Development). Ook is hij verbonden aan het Migranten Consortium, een samenwerkingsverband van landelijke migrantenorganisaties.
Van de Provinciale Statenverkiezingen van 2019 tot 13 april 2022 was Pormes bijzonder commissielid voor GroenLinks Drenthe van de Statencommissie Financiën, Cultuur, Bestuur en Economie. Sinds 13 april 2022 heeft hij een vrijgekomen zetel ingenomen als Statenlid.
Pormes splitste zich op 24 augustus 2023 af van GroenLinks en ging vanaf dat moment verder als onafhankelijk Statenlid.

## Treinkaping bij De Punt
Pormes is sinds de jaren zeventig actief in de Molukse beweging. Hij zou een vertrouweling zijn geweest van de kapers die in 1977 bij De Punt een trein gijzelden. Journalist Ger Vaders, die in 1975 in de bij Wijster gekaapte trein had gezeten, beschuldigde in zijn boek IJsbloemen en witte velden (1989) Pormes er zelfs van een van de initiatiefnemers te zijn geweest. Vaders was tot die conclusie gekomen omdat Max Papilaya, de leider van de gijzelnemers, aan bemiddelaarster Soumokil had gevraagd contact op te nemen met Pormes. Papilaya had haar hiertoe een pasfoto van Pormes meegegeven. Pormes spande met succes een proces aan wegens smaad. Vaders moest rectificeren. Deze erkende later dat hij zijn beschuldiging te stellig had geformuleerd.
Ook werd Pormes door radicale Molukse jongeren ingeschakeld om als buitenstaander te helpen de macht van de in hun ogen ondemocratische wijkraad te breken. Dat heeft geleid tot grote verdeeldheid in de Molukse gemeenschap en bedreigingen aan het adres van Pormes, zijn medestanders en GroenLinks.
Begin jaren tachtig werd Pormes door Justitie vervolgd wegens het mede beramen van een schietpartij op twee agenten te Assen, en het verbergen van vuurwapens. De agenten waren beschoten toen zij in de nacht van 10 op 11 juni 1982 (precies vijf jaar na de bestorming door mariniers van de gekaapte trein bij De Punt) poolshoogte kwamen nemen bij een brandje in een vuilcontainer. Pormes werd door de Rechtbank te Assen hiervoor veroordeeld, en zat zeven maanden vast. In hoger beroep werd hij door het Gerechtshof Leeuwarden vrijgesproken, evenals de overige negen verdachten van de aanslag. Er was weliswaar sprake van schieten op een politieauto, maar niet was bewezen dat de daders de opzet hadden de agenten te doden of zwaar lichamelijk letsel toe te brengen, terwijl dit wel in de tenlastelegging stond.

## Uitkeringsfraude
Pormes kwam eind jaren negentig in opspraak omdat hij als bestuurder bij de Assense verslavingszorginstelling Masiun een financiële chaos zou hebben veroorzaakt en zich aan belangenverstrengeling en onregelmatigheden zou hebben schuldig gemaakt. Hij zou de stichting via zijn eigen adviesbureau tegen betaling hebben geadviseerd. Ook zou hij in de jaren negentig ten onrechte een WW-uitkering hebben genoten. Pormes zou zichzelf op de loonlijst van de stichting hebben gezet, buiten medeweten van de overige bestuursleden, en daartoe een handtekening onder een werkgeversverklaring hebben vervalst. Uitkeringsinstantie Cadans deed aangifte van valsheid in geschrifte, en vorderde 40 duizend gulden terug. De aangifte wegens valsheid in geschrifte werd geseponeerd.
Op 28 februari 2002 werd het beroep van Pormes tegen het terugvorderingsbesluit door de rechtbank van Assen afgewezen. Het hoger beroep van Pormes hiertegen werd door de Centrale Raad van Beroep (CRB) afgewezen. De CRB meende dat onvoldoende duidelijk was dat er tussen Pormes en Masiun een gezagsrelatie had bestaan, dit omdat Pormes ook bestuurslid was. Wegens het ontbreken daarvan meende de CRB dat Pormes geen recht had gehad op een WW-uitkering en deze daarom moest worden terugbetaald.
Het landelijk bestuur van GroenLinks stelde in 1998 een onderzoek in, maar concludeerde dat er voor de beschuldigingen van Masiun onvoldoende bewijs was (december 1998).

## Guerrillatraining in Zuid-Jemen
In mei 2005 meldde het weekblad HP/De Tijd dat Pormes in 1976 zou hebben deelgenomen aan een guerrillatraining die destijds door het marxistisch-leninistische Volksfront voor de Bevrijding van Palestina (PFLP) van George Habash samen met de Rode Jeugd in Zuid-Jemen zou zijn georganiseerd. Geruchten hierover deden al langer de ronde, onder meer in het in 1988 gepubliceerde boek 'n Hollandse Stadsguerrilla van de Haagse Post-journalisten Frans Dekkers en Daan Dijksman. Pormes heeft zijn aanwezigheid altijd ontkend, maar volgens het weekblad werd zijn deelname gemeld in een rapport van de toenmalige Centrale Recherche Informatiedienst (CRI). Volgens Pormes moest er sprake zijn van een persoonsverwisseling. De beweging People Against Genocide (PAG) loofde een beloning van 4000 euro uit voor een foto die destijds in het trainingskamp zou zijn genomen, en waarop Pormes zou staan afgebeeld met een wapen.

### Onderzoek
Naar aanleiding van de beschuldigingen verzocht GroenLinks aan minister van Justitie Piet Hein Donner om te laten onderzoeken of het CRI-document werkelijk bestond, en of Pormes tegen zijn partij had gelogen over zijn eventuele betrokkenheid. In juni besloot de partij bovendien tot een eigen onderzoek door een commissie van twee personen met ervaring inzake justitie- en politieonderzoeken. Deze onderzoekscommissie rapporteerde eind november 2005 aan het partijbestuur van GroenLinks dat er voldoende feiten waren om aannemelijk te maken dat Pormes aan het trainingskamp in Zuid-Jemen had deelgenomen. Het partijbestuur nam de conclusies van de commissie over en vroeg Pormes zijn zetel in de Eerste Kamer op te geven. Pormes was van mening dat GroenLinks een 'terugroepprocedure' had gestart, waarin het uiteindelijke besluit bij het GroenLinks-congres zou liggen. Pormes stelde op basis van deze procedure dat hij zijn zetel niet (onmiddellijk) opgaf. Hierop stelde het GroenLinks-bestuur dat uitdrukkelijk geen terugroepprocedure was gestart en het royeerde Pormes als lid omdat hij zijn zetel niet opgaf. Pormes werd geschorst en ging tegen zijn royement in beroep bij de partijraad.
Naar aanleiding van het onderzoek werd door GroenLinks-voorzitter Herman Meijer in een uitzending van Nova op 28 november 2005 gesteld dat Pormes wel degelijk betrokken was geweest bij het schietincident. Pormes spande hierop een kort geding aan tegen GroenLinks. GroenLinks werd veroordeeld om de uitlatingen van de voorzitter te rectificeren.
In januari 2006 oordeelde de geschillencommissie van GroenLinks dat Pormes terecht was geroyeerd. In zijn beroep tegen zijn royement werd Pormes gesteund door een lobby van actievoerders. Op 1 april 2006 verklaarde de partijraad van GroenLinks met 30 tegen 26 het beroep van Pormes tegen zijn royement gegrond. Het royement werd ongedaan gemaakt. Als gevolg hiervan trad Herman Meijer af als voorzitter van GroenLinks. Hij verzocht de rest van het bestuur aan te blijven.
Marius Ernsting werd aangezocht om te bemiddelen tussen Pormes en de overige leden van de GroenLinks-fractie in de Eerste Kamer. Op 5 mei 2006 werd het resultaat van de bemiddeling bekend: Pormes zou nog zes maanden in de Kamer mogen blijven. Op 1 november 2006 heeft hij inderdaad de Kamer verlaten.

## Persoonlijk
Pormes is sinds 1977 gehuwd met Augustina Salakory. Het paar heeft vier zoons en een dochter.